# Sybra demarzi
Sybra demarzi är en skalbaggsart som beskrevs av Stefan von Breuning 1963. Sybra demarzi ingår i släktet Sybra och familjen långhorningar. Inga underarter finns listade i Catalogue of Life.